# Provincia de Última Esperanza
Última Esperanza es una provincia de Chile perteneciente a la Región de Magallanes y de la Antártica Chilena, y que limita al norte con la Provincia Capitán Prat; al sur con la Provincia de Magallanes; al este con la Provincia de Santa Cruz, en Argentina; y al oeste con el Océano Pacífico. Su capital es Puerto Natales. Su superficie es de 55 443,9 km² y cuenta con una población de 19 855 habitantes.

## Toponimia
La provincia toma su nombre del Seno Última Esperanza, bautizado así por el navegante español Juan Ladrillero, a quien le fue encomendada la misión de reconocer la entrada occidental del estrecho de Magallanes y la costa patagónica atlántica. Al entrar en los canales patagónicos y no poder encontrar la boca occidental del estrecho, Ladrillero se desanima. Sin embargo, al llegar a dicho seno, el explorador español cree haber encontrado el estrecho. Lamentablemente se da cuenta de que es un fiordo o seno y lo nombra como seno de Última Esperanza, ya que era su "última esperanza" de encontrar el estrecho de Magallanes.

## Economía
En 2018, la cantidad de empresas registradas en la provincia de Última Esperanza fue de 894. El Índice de Complejidad Económica (ECI) en el mismo año fue de -0,45, mientras que las actividades económicas con mayor índice de Ventaja Comparativa Revelada (RCA) fueron Transporte de Pasajeros en Vehículos de Tracción Humana y Animal (92,09), Construcción de Embarcaciones Menores (66,38) y Comercio al por Menor de Artículos Típicos y Artesanías (65,53).

## Comunas
La provincia está constituida por 2 comunas:
- Natales (capital: Puerto Natales);
- Torres del Paine (capital: Villa Cerro Castillo).

## Autoridades
Las autoridades son nombradas directamente por el Presidente de la República y se mantienen en su cargo mientras cuenten con su confianza.

### Gobernador Provincial (1990-2021)

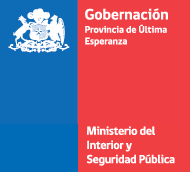
Logotipo de la Gobernación de la Provincia de Última Esperanza hasta 2021.

Los siguientes fueron los gobernadores provinciales de Última Esperanza.
| Gobernador(a)               | Partido | Partido | Inicio                  | Final                   | Presidente(a) | Presidente(a)           |
| --------------------------- | ------- | ------- | ----------------------- | ----------------------- | ------------- | ----------------------- |
| Manuel Suárez Arce          |         | PDC     | 11 de marzo de 1990     | 11 de marzo de 1994     |               | Patricio Aylwin         |
| Baldovino Erasmo Gómez Alba |         | PS      | 11 de marzo de 1994     | 11 de marzo de 2000     |               | Eduardo Frei Ruíz-Tagle |
| Mario Margoni Gadler        |         | PDC     | 11 de marzo de 2000     | 28 de diciembre de 2001 |               | Ricardo Lagos           |
| José Contreras              |         | ¿?      | 28 de diciembre de 2001 | 11 de marzo de 2006     |               | Ricardo Lagos           |
| María Isabel Sánchez        |         | PDC     | 11 de marzo de 2006     | 11 de marzo de 2010     |               | Michelle Bachelet       |
| Max Salas Illanes           |         | Ind.    | 11 de marzo de 2010     | 11 de marzo de 2014     |               | Sebastián Piñera        |
| José Ruiz Santana           |         | PS      | 11 de marzo de 2014     | 11 de marzo de 2018     |               | Michelle Bachelet       |
| Ana Mayorga Bahamonde       |         | UDI     | 11 de marzo de 2018     | 24 de octubre de 2019   |               | Sebastián Piñera        |
| Raúl Suazo Mardones         |         | UDI     | 12 de noviembre de 2019 | 14 de julio de 2021     |               | Sebastián Piñera        |

### Delegado Presidencial Provincial (Desde 2021)

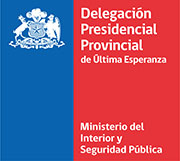
Logotipo de la Delegación Presidencial Provincial de Última Esperanza desde 2021.

Nuevo cargo que reemplaza la figura de Gobernador provincial.
| Delegado(a)            | Partido | Partido | Inicio              | Final               | Presidente(a) | Presidente(a)    |
| ---------------------- | ------- | ------- | ------------------- | ------------------- | ------------- | ---------------- |
| Ericka Farías Guerra   |         | UDI     | 14 de julio de 2021 | 11 de marzo de 2022 |               | Sebastián Piñera |
| Romina Álvarez Alarcón |         | PR      | 11 de marzo de 2022 | 9 de julio de 2024  |               | Gabriel Boric    |
| Guillermo Ruiz Santana |         | PS      | 9 de julio de 2024  | En el cargo         |               | Gabriel Boric    |